# Елвір Рахимич
Елвір Рахимич (босн. Elvir Rahimić, нар. 4 квітня 1976, Живиниці, СФРЮ) — боснійський футболіст, півзахисник. Грав за збірну Боснії і Герцеговини.
У 2001–2014 роках виступав, за клуб ЦСКА (Москва), у складі якого став п'ятиразовим чемпіоном Росії, семиразовим володарем Кубка Росії, п'ятиразовим володарем Суперкубка Росії та володарем Кубка УЄФА 2004–05.

## Клубна кар'єра
У дорослому футболі дебютував 1995 року виступами за команду клубу «Босна Високо», в якій провів два сезони, взявши участь у 36 матчах чемпіонату. 
Згодом з 1997 по 2001 рік грав у складі команд клубів «Інтерблок», «Форвартс-Штайр» та «Анжі».
У 2001 році перейшов до клубу ЦСКА (Москва), за який відіграв 13 сезонів. За цей час тричі виборював титул чемпіона Росії, ставав володарем Кубка Росії (п'ять разів), володарем Кубка УЄФА. Завершив професійну кар'єру футболіста виступами за команду «ЦСКА» Москва у 2014 році.

## Виступи за збірну
У 2007 році дебютував в офіційних матчах у складі національної збірної Боснії і Герцеговини. Протягом кар'єри у національній команді, яка тривала 7 років, провів у формі головної команди країни 40 матчів.

## Титули і досягнення
- Чемпіон Росії (5):

ЦСКА (Москва): 2003, 2005, 2006, 2012–13, 2013–14
- Володар Кубка Росії (7):

ЦСКА (Москва): 2001–02, 2004–05, 2005–06, 2007–08, 2008–09, 2010–11, 2012–13
- Володар Суперкубка Росії (5):

ЦСКА (Москва): 2004, 2006, 2007, 2009, 2013
- Володар Кубка УЄФА (1):

ЦСКА (Москва):  2004–05